# بير بيرتيلسون
بير بيرتيلسون (بالسويدية: Per Daniel Bertilsson)‏ هو لاعب جمباز فني سويدي، ولد في 4 ديسمبر 1892 في Hylte Municipality ‏ في السويد، وتوفي في 18 سبتمبر 1972 في غوتنبرغ في السويد.

## وصلات خارجية
- بير بيرتيلسون على موقع اللجنة الأولمبية الدولية (الإنجليزية)
- بير بيرتيلسون على موقع أوليمبيديا (الإنجليزية)
- بير بيرتيلسون على موقع اللجنة الأولمبية السويدية (السويدية)